# Ефіопсько-еритрейська війна
Ефіопсько-еритрейська війна  1998—2000 — збройний конфлікт між Ефіопією та Еритреєю за контроль над спірними прикордонними територіями.

## Хід

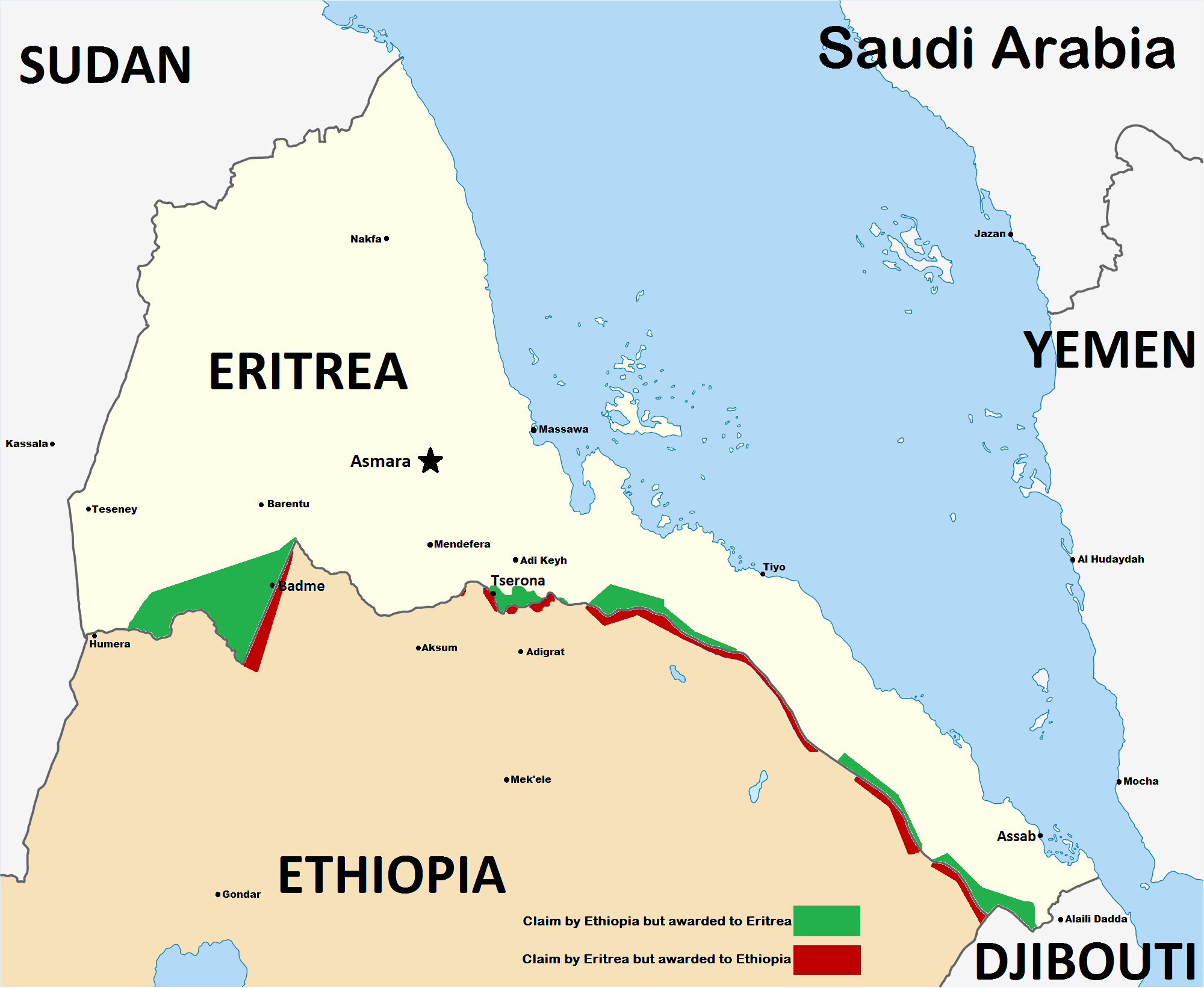
Поділ спірних територій згідно рішення суду

- 6 травня 1998 року відбувся інцидент, що став початком військових дій.
- 1998, 12 травня — еритрейські війська зайняли одну з трьох спірних ділянок прикордоння, місто Бадме.
- 1999, 21 — 23 лютого — масовані авіаудари (МіГ-21 і МіГ-23БН) по еритрейській території, як пролог операції «Захід». еритрейці запобігли прориву фронту, але під бомбардуваннями загинули тисячі солдатів.
- 1999, 16 травня — ефіопська авіація здійснила наліт на порт Массауа.
- 1999, 24 травня — еритрейські війська силами до чотирьох піхотних бригад з частинами посилення завдали удар по ефіопських позиціях на західній ділянці фронту вздовж лівого берега річки Мереб, але в дводенних боях успіху не мали
- 2000, травень-червень — ефіопські війська витіснили еритрейців зі спірних територій.
- за умовами мирної угоди, справа була передана в міжнародний арбітраж, що розмежував території приблизно порівну; місто Бадме, символ війни, залишився за еритрейцями.
- в 2007 році спостерігалося зростання напруженості у прикордонній смузі, і аналітики прогнозували можливість нового конфлікту.

## Жертви
За оцінками міжнародних спостерігачів, близько 60 тис. ефіопців і 40 тис. еритрейців, самі воюючі сторони визнали приблизно по 20 тис. з кожного боку.

## Деякі аспекти конфлікту
Нинішні лідери країн Ісайяс Афеверкі та Мелес Зенаві є давніми бойовими побратимами, і саме Афеверкі активною політичною роботою серед етносів північній Ефіопії багато в чому і зробив можливим створення партизанських груп, які потім згуртував під своїм керівництвом Зенаві, і з їхньою допомогою виграв громадянську війну в Ефіопії. В ефіопській пресі та суспільстві це слугує постійним джерелом підозр щодо Зенаві, в 2001 році він ледве уникнув вотуму недовіри саме за звинуваченням у співпраці з еритрейцями.